# 拜尔斯多夫
拜尔斯多夫（德語：Baiersdorf，發音：[ˈbaɪɐsˌdɔʁf] ⓘ）是德国巴伐利亚州中弗兰肯行政区埃朗根-赫希施塔特县的城市，面积11.81平方千米，2023年12月31日人口为8,074人。